# Culex paraculeatus
Culex paraculeatus är en tvåvingeart som beskrevs av Sirivanakarn 1977. Culex paraculeatus ingår i släktet Culex och familjen stickmyggor. Inga underarter finns listade i Catalogue of Life.